# Melittobia megachilis
Melittobia megachilis is een vliesvleugelig insect uit de familie Eulophidae. De wetenschappelijke naam is voor het eerst geldig gepubliceerd in 1864 door Packard.